# Shah Marai
Shah Marai (5. února 1977 – 30. dubna 2018) byl afghánský novinář a fotograf. Od roku 1996 do své smrti v roce 2018 byl hlavním fotografem agentury Agence France-Presse v Kábulu. Celkem AFP distribuovala více než 18 000 jeho fotografií. Byl jednou z obětí sebevražedného atentátu v Afghánistánu dne 30. dubna 2018. Zůstala po něm manželka a šest dětí.

## Smrt
V blogu AFP z roku 2016 Marai popsal svůj strach z toho, že se stane obětí bombového útoku, a napsal: „Každé ráno, když jdu do kanceláře a každý večer, když se vracím domů, myslím na auta, která mohou být nastražena, nebo na sebevražedné atentátníky vycházející z davu. Nemohu riskovat. Takže nechodíme ven."
Marai byl mezi 25 zabitými (včetně osmi novinářů) při sebevražedných atentátech v Kábulu dne 30. dubna 2018, které provedl Islámský stát v Iráku a Levantě.

### Reakce
„Náš přítel, skvělý fotograf Shah Marai, je mezi mrtvými při druhém výbuchu v Kábulu dnes ráno. Dělal svou práci, stejně jako minulých dvacet let,“ napsal korespondent New York Times Mujib Mashal. "Je to zničující rána pro statečný personál naší úzce spjaté kábulské kanceláře a celé agentury," řekla ředitelka globálního zpravodajství Agence France-Presse Michèle Léridonová. „Můžeme jen ctít sílu, odvahu a štědrost fotografa, který citlivě a s maximální profesionalitou pokrýval často traumatické a děsivé události.“